# كيانو شتاوده
كيانو شتاوده (بالألمانية: Keanu Staude)‏ (26 يناير 1997 ببيلفلد في ألمانيا - ) هو لاعب كرة قدم ألماني في مركز الوسط.

## روابط خارجية
- كيانو شتاوده على موقع قاعدة بيانات كرة القدم.إي يو (الإنجليزية)
- كيانو شتاوده على موقع بيانات كرة القدم. دي إي (الألمانية)
- كيانو شتاوده على موقع Soccerway.com (الإنجليزية)
- كيانو شتاوده على موقع عالم كرة القدم.نت (الإنجليزية)